# Società di Gesù
Il Sacer Ordo Societatis Jesu Christi fu un ordine sacro militare fondato da papa Pio II - Enea Silvio Piccolomini - con bolla pontificia del 13 gennaio 1459.
Con sede nell'isola greca di Lemno, scopi dell'Ordine (al pari dell'Ordine di Santa Maria di Betlemme), erano quelli di evitare, con ogni mezzo ritenuto opportuno, l'invasione islamica in Europa. In quel periodo, infatti, la mira espansionistica di Maometto II creava forti problemi di sicurezza ai regnanti europei. La sua esistenza è nota grazie a una lettera di Pio II a Carlo VII di Francia affinché questi concedesse a Guglielmo di Torretta di associarsi all'Ordine. L'ordine ebbe fine nel 1479, in seguito alla conquista islamica.